# Archembia
Archembia (лат.) — род эмбий из подсемейства Archembiinae (Archembiidae). Африка.

## Описание
Встречается в Афротропике. Род Archembia отличается от Calamoclostes и Ecuadembia тем, что резцовые зубы сосредоточены на вершине мандибулы, апикальные сегменты церкуса длиннее базальных, и имеют медиальный дистальный выступ (LC1dp), идущий от базального левого церка (LC1).

## Систематика
Род был впервые выделен в 1971 году американским энтомологом Эдвардом Россом с типовым видом Archembia lacombea (syn.n. of Embia kotzbaueri Navas, 1925). Росс (1971) первоначально включил Archembia в семейство Embiidae, хотя считал его «ближе к Clothodidae», чем к Embiidae. Признаки, общие для Clothodidae и Archembia, на самом деле являются плезиоморфиями. Группа, образованная Archembia и Calamoclostes, чётко выделяется по типу происхождения крыловых жилок B, большой анальной крыловой области, прямому каудальному выступу левого гемитергита 10Lp1 с лопатообразной вершиной и Ep, сросшемуся с каудальным выступом правого гемитергита 10Rp1. За исключением Archembia arida, Archembia и Calamoclostes являются хорошо выраженными родами, поэтому Archembia aridais был исключён из Archembia
Описано 7 видов.
- Archembia bahia Ross, 2001 — Бразилия[4]
- Archembia batesi (McLachlan, 1877) — Бразилия, Перу
  - =Archembia peruviana Ross, 2001
- Archembia boliviana Ross, 2001 — Боливия
- Archembia dilata Ross, 2001 — Бразилия
- Archembia kotzbaueri (Navás, 1925) — Бразилия
  - = Archembia lacombea Ross, 1971
- Archembia oruma Szumik, 2022 — Бразилия[5]
- Archembia paranae Ross, 2001 — Бразилия